# HC Minaur Baia Mare
El HC Minaur Baia Mare és un equip romanès d'handbol fundat l'any 1974 de la ciutat de Baia Mare. Actualment disputa la Primera Divisió de la Lliga romanesa d'handbol, la qual ha guanyt en dues ocasions les temporades 1997/98 i 1998/99, si bé n'han estat subcampions en 8 ocasions més.
A nivell internacional ha guanyat en dues ocasions la Copa EHF d'handbol, els anys 1985 i 1988. Pel que fa a altres competicionsinternacionals, destacar que si bé no l'han guanyat mai, han estat en 3 ocasions semifinalistes de la Recopa d'Europa d'handbol.
Per la secció de futbol vegeu FC Minerul Baia Mare.

## Palmarès
- 2 Copa EHF: 1985, 1988
- 3 Lliga romanesa: 1998, 1999, 2015
- 6 Copa romanesa: 1978, 1983, 1984, 1989, 1999, 2015